# Le Syndicat du crime 2
Série
Le Syndicat du crime
(1986) Le Syndicat du crime 3
(1989)
Pour plus de détails, voir Fiche technique et Distribution.
Le Syndicat du crime 2 (英雄本色2, Ying hong boon sik II) est un film d'action hongkongais écrit et réalisé par John Woo et sorti en 1987. Il fait suite au film Le Syndicat du crime, du même réalisateur, sorti l'année précédente.
Le film met en vedette Chow Yun-fat, dont la performance avait été acclamée, en tant que frère jumeau de son personnage Mark Gor, tué dans le film précédent. Le Syndicat du crime 2 est connu pour sa violence extrême, ses effusions de sang, et ses personnages secondaires tués approchant la centaine.
Le réalisateur John Woo et le producteur Tsui Hark ont des désaccords sur l'objectif du film, Tsui estimant qu'il doit se concentrer davantage sur le personnage de Dean Shek. Cela conduit à un montage commun du film entre Tsui et Woo. Leurs désaccords mènent à une séparation après ce film, Hark réalisant Le Syndicat du crime 3 et Woo travaillant sur The Killer.

## Synopsis
Ho, en prison, est plus ou moins obligé de s'infiltrer dans la mafia sous peine de voir compromise la carrière de son frère. Il découvre que Mark avait un frère jumeau, parti aux États-Unis.

## Fiche technique
Sauf indication contraire, les informations mentionnées dans cette section peuvent être confirmées par la base de données cinématographiques IMDb,  présente dans la section « Liens externes ».
- Titre français : Le Syndicat du crime 2
- Titre original : Ying hong boon sik II (英雄本色２)
- Titre anglais : A Better Tomorrow II
- Réalisation : John Woo
- Scénario : Tsui Hark et John Woo
- Musique : Joseph Koo et Lowell Lo
- Photographie : Horace Wong
- Montage : David Wu
- Production : Tsui Hark et Paul Lee
- Sociétés de production : Film Workshop, Cinema City Enterprises
- Distribution : Golden Princess Film Production (Hong Kong), Metropolitan Filmexport (France), Gordon's Films (États-Unis)
- Pays de production :  Hong Kong
- Format : Couleurs - 1,85:1 - Stéréo - 35 mm
- Genre : drame, action, film de gangsters et heroic bloodshed
- Durée : 105 minutes
- Dates de sortie : 
  - Hong Kong : 17 décembre 1987
  - France : 28 juillet 1993
- Film interdit aux moins de 12 ans lors de sa sortie en France

## Distribution
- Leslie Cheung (VF : Bertrand Liebert) : Sung Tze Kit / Billie
- Chow Yun-fat (VF : Michel Vigné) : Ken Gor / Mark Lee
- Dean Shek (VF : Philippe Peythieu) : Si Lung
- Ti Lung (VF : Patrick Messe) : Sung Tze Ho
- Emily Chu : Jackie Sung
- Kwan Shan (VF : Yves Barsacq) : Ko
- Shing Fui-on : un homme de Ko
- Kenneth Tsang : Ken
- Regina Kent : Peggy Lung
- Ken Boyle : le chef de triade
- Lung Ming-Yan : Chong
- Lau Siu-Ming : l'inspecteur Wu
- Waise Lee : Shing
- Ng Man-tat : M. Wong
- Peter Wang : Sam
- Mike Abbott : un assassin

## Production
Sorti en 1986, Le Syndicat du crime est un succès surprise au box-office hongkongais et popularise un genre surnommé heroic bloodshed. Cinema City Enterprises et les producteurs veulent alors surfer sur le succès du premier film et veulent à tout prix faire revenir Chow Yun-fat, malgré le décès de son personnage.
Après s'être en partie inspiré de Jean-Pierre Melville pour The Killer (1989), John Woo rend ici hommage au travail de Sam Peckinpah et s'inspire de scènes de La Horde sauvage, Guet-apens et Pat Garrett et Billy le Kid.
Le tournage a lieu à Hong Kong, à Taïwan, New York et dans le New Jersey.

## Accueil
Sur l'agrégateur américain Rotten Tomatoes, il récolte 80% d'opinions favorables pour 5 critiques et une note moyenne de 6,5⁄10.
En France, le film n'attire que 3 285 spectateurs en salles.

## Distinctions
- Nomination au prix des meilleurs chorégraphies (Tony Ching) et du meilleur acteur (Leslie Cheung), lors des Hong Kong Film Awards 1988.

## Suite préquelle
Contrairement aux deux premiers volets, le troisième film Le Syndicat du crime 3 n'est pas réalisé par John Woo mais par Tsui Hark. Le film sort en 1989. Il s'agit d'une préquelle aux deux précédents opus.

## Commentaire
Quentin Tarantino est un grand fan de John Woo, particulièrement de ce film. Dans True Romance, qu'il a écrit, on peut voir une scène où les personnages incarnés par Christian Slater et Patricia Arquette regardent le film à la télévision. La série d'animation Cowboy Bebop contient aussi plusieurs hommages et références au film.